# Bioethanol

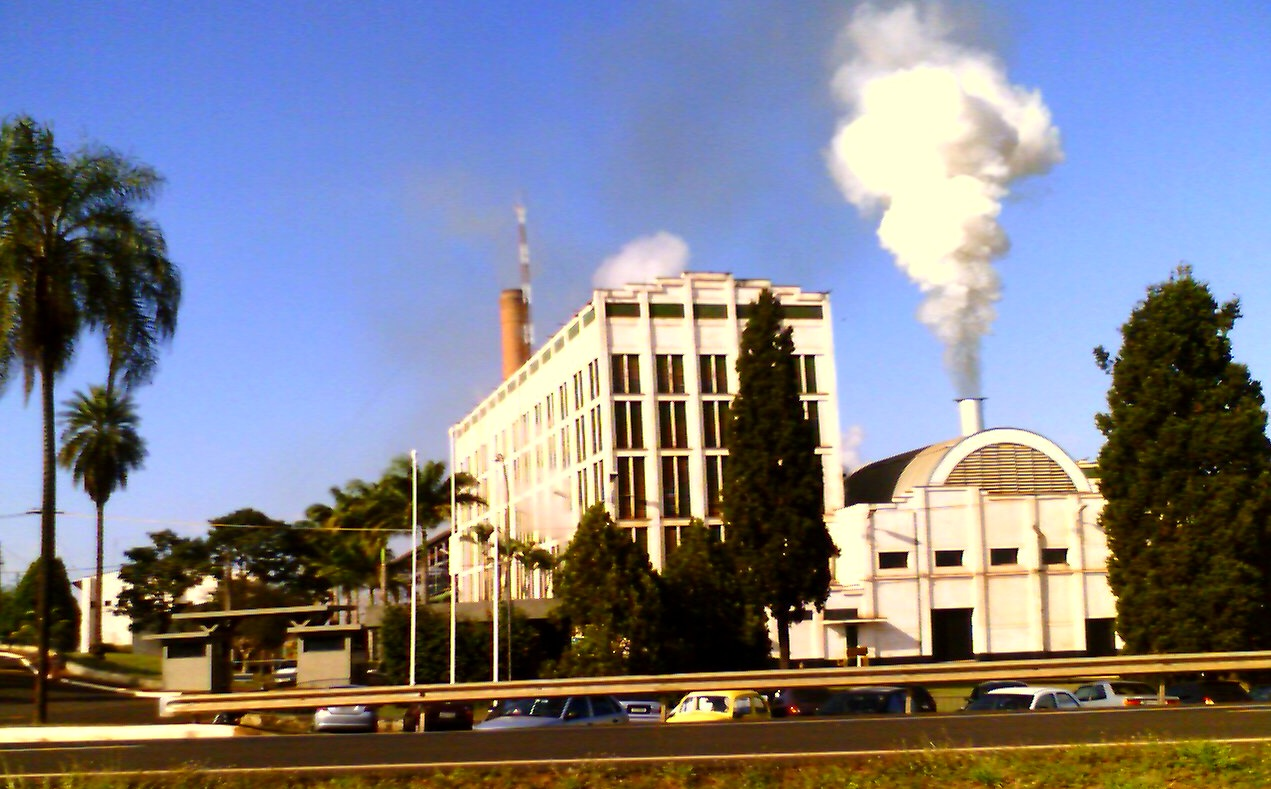
Továrna na výrobu lihu ze třtiny Sertãozinho, São Paulo, Brazílie

Bioethanol (biolíh) je označení pro ethanol vyrobený technologií alkoholového kvašení z biomasy, který je používán jako biopalivo. Je vyráběn obvykle z rostlin obsahujících větší množství škrobu a jiných sacharidů. Vedle rostlin obsahujících škrob, jako jsou kukuřice, obilí a brambory, jsou nejčastěji používanou surovinou cukrová třtina a cukrová řepa. Zatímco rostliny obsahující cukr se fermentují přímo, musí se u rostlin s obsahem škrobu škrob nejprve enzymaticky přeměnit na cukr. Vyrobený bioethanol se může přímo používat ve spalovacích motorech jako pohonná hmota. Doporučuje se vozidlo vybavit konverzním kitem. Ten zajistí možnost používat palivo E85, zároveň je možno používat i benzín (obvykle řešeno přepínaním z místa řidiče). Konverzní kit prodlužuje dobu vstřiku paliva za běhu a dále při startu a těsně po startu dle teploty motoru (z důvodu horšího odpařování oproti benzínu). Optimální využití vlastností E85 (oktanového čísla až 115), potažmo snížení rozdílu ve spotřebě (jinak je obvykle vyšší až o 30%), ale nastává až po úpravě předstihu, což obvykle konverzní kit neřeší a je nutný další zásah do řízení motoru, a dále změna kompresního poměru, po které již obyčejně není k původnímu palivu návratu. Lze jej nechat zapsat do technického průkazu a využívat tak sníženou silniční daň pro podnikatele. Rovněž vozidlo nijak neomezuje ke vjezdu do podzemních garáží jako v případě LPG či CNG, navíc lze plně programovatelnou jednotku kdykoliv přeinstalovat do jiného vozidla. Palivo, které na benzínových stanicích lze najít pod označením E85, se taktéž přimíchává v množství 5 % až 10 % do konvenčních minerálních paliv. Pomocí ethanolu se zvyšuje oktanové číslo a snižuje se množství emisí CO2 (používá se i v motorsportu).
Široké uplatnění má zejména třtinový alkohol v Brazílii, kde se používá jako automobilové palivo. V 80. letech 20. století byly zhruba dvě třetiny automobilů v Brazílii vybaveny speciální úpravou motoru, která jim umožňovala jezdit na čistý alkohol. Brazílie je v současnosti lídrem na poli ethanolu a má největší podíl vozidel používajících toto palivo.
Bioethanol vyrobený z kukuřice se rovněž používá jako aditivum do většiny automobilových benzínů v USA. Obsah alkoholu v USA je většinou 10 %. O přínosu bioethanolu v palivech se vedou spory – existují názory jak pro rozvoj hybridních pohonů, tak kritické studie, které naopak vytýkají malý celkový příspěvek k snižování emisí CO2, dopad na ceny plodin, z nichž se bioethanol vyrábí apod. Po dramatickém zvyšování cen plodin v roce 2007 a první polovině roku 2008, následoval stejně dramatický propad, většina expertů se následně domnívá, že za zvýšením cen stály spekulativní nákupy při poklesu realit a akciových trhů.
Bioethanol lze také použít jako palivo pro elektromobily s palivovými články.
Ethanol ve své struktuře obsahuje kyslík, který podporuje lepší prohoření směsi a vznik tak menšího množství škodlivých látek. Přítomnost kyslíku v palivu však snižuje jeho výhřevnost.
Výhřevnost ethanolu je 26,8 MJ.kg–1, což je přibližně o 37 % méně než v případě benzinu. 
Spálením 1 kg bioethanolu (například v krbu nebo lihovém vařiči) získáme teoreticky teplo odpovídající 7.44 kWh.